# Шейнер, Христофор
Христофор (Кристоф) Шейнер (25 июля 1575, Маркт-Вальд — 18 июля 1650, Найсе) — немецкий астроном, физик, механик и математик.
Вступив в 1595 году в орден иезуитов, он был профессором еврейского языка и математики сперва во Фрайбургском и Ингольштадтском университетах, а затем стал ректором иезуитского коллегиума в Нейссе (Силезия).
Шейнер известен в первую очередь как астроном. Он первым построил телескоп с двумя выпуклыми стеклами по схеме, разработанной Кеплером, телескоп-рефрактор и гелиоскоп. Он известен как изобретатель и двух чертежных инструментов — прибора для вычерчивания конических сечений и пантографа.

## Наблюдения за Солнцем
В 1611 Шейнер, независимо от других астрономов наблюдал и описал солнечные пятна и факелы на Солнце. Ввиду неприязненного отношения своего орденского начальства к открытию солнечных пятен, он опубликовал сообщение об открытии под псевдонимом «Apelles latens post tabulam». Галилей письмом от 4 мая 1612 г. известил Вельзера, что он открыл солнечные пятна еще в середине августа 1610 г. и затем не только многим показывал их, но и занимался изучением их движения и изменений. Шейнер вступил с ним в продолжавшийся десятки лет спор. Главнейшими из относящихся к этой полемике последующих произведений обоих противников были: со стороны Галилея «Istoria e dimostrationi intorno alle macchie solari e loro accidenti» (1613), а со стороны Шейнера: «Rosa Ursina, sive sol ex admirando facularum et macularum suarum phaenomeno varius, nec non circà centrum suum et axem fixum ab ortu in occasum conversione quasi menstrua, super polos proprios mobilis» (1626-30). С разрешения начальства ордена иезуитов, «Rosa Ursina» была опубликована под настоящим именем автора. Впоследствии Шейнер написал посмертно опубликованное полемическое сочинение против гелиоцентрической системы мира Галилея: «Prodromus de sole mobili et stabili terra contra Galilaeum de Galileis» (1651).
Шейнер произвел над солнечными пятнами более 2000 наблюдений, причем он не только обратил внимание на пояса солнечной поверхности, в которых появляются пятна, но и открыл наряду с последними еще факелы. Кроме того, он определил положение солнечного экватора и время вращения Солнца около оси. Его взгляды относительно природы солнечных пятен менялись со временем. В начале для спасения, в угоду своему начальству, учения перипатетиков о совершенной чистоте Солнца он высказывал мысль, что пятна — это темные тела, вращающиеся около Солнца. Позднее он пришел к заключению, что пятна — это впадины на солнечной поверхности. Шейнер опубликовал множество сочинений, посвященных своим наблюдениям над Солнцем. В работе 1617 года «Refractiones coelestes sive solis elliptici phaenomenon illustratum etc.» он высказал едва ли не впервые правильную мысль о том, что уменьшение вертикального диаметра Солнца и Луны происходит от рефракции.

## Работы по оптике

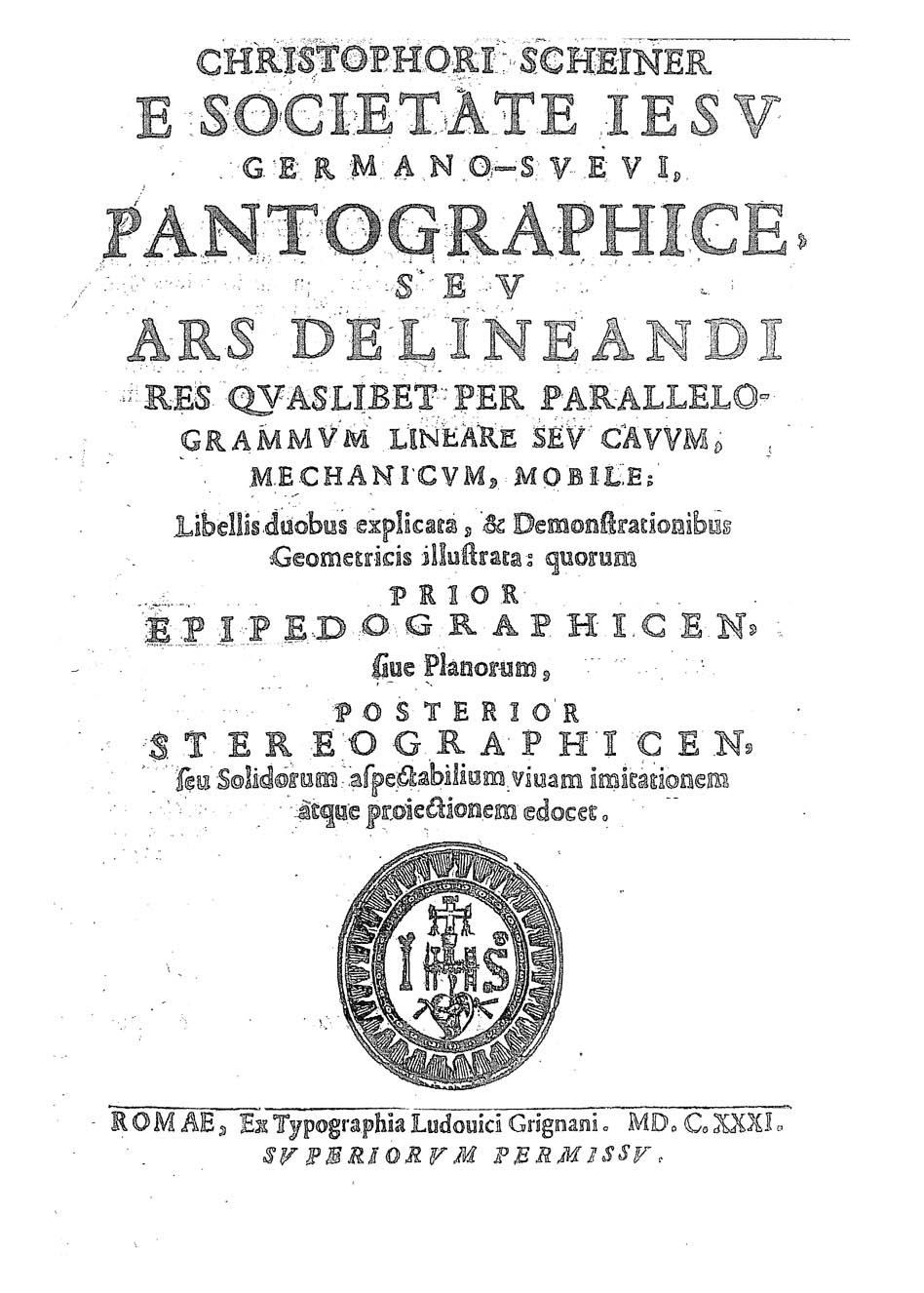
Pantographice, 1631

Работы Шейнера по физике имели своими предметами телескопы и глаз. Чтобы устранить свойство телескопа давать перевернутые изображения, Шейнер ввёл в него третье стекло и таким образом создал телескоп, дающий прямое изображение и пригодный для наблюдений над земными объектами. Все эти видоизменения телескопа, а также и его устройство, согласно с идеями Кеплера, описаны в упомянутой уже выше «Rosa Ursina». Своему изучению зрения и глаза, как его органа, Шейнер посвятил особое сочинение «Oculus, hoc est fundamentum opticum» (1619). Особенного внимания в этой книге заслуживает определение преломляющей силы каждой из жидкостей, находящихся в глазе. Не зная общего закона преломления, Шейнер вывел из своих наблюдений, что преломляющие силы хрусталика и водянистой влаги почти равны соответственно тем же силам стекла и воды; середину же между ними занимает преломляющая сила стекловидной влаги. Вместе с Кеплером он считает местом зрения сетчатую оболочку и независимо от него доказывает это непосредственным наблюдением, обнажая эту оболочку посредством срезания задних частей сперва бычьего или телячьего глаза, а позднее, в 1623 году, в Риме и человеческого.